# Wali Bejg
Wali Bejg – wieś w Iranie, w ostanie Kurdystan, w szahrestanie Bidżar. W 2006 roku liczyła 152 mieszkańców.